# Maya (film, 2018)
Pour les articles homonymes, voir Maya.
Pour plus de détails, voir Fiche technique et Distribution.
Maya est un film français réalisé par Mia Hansen-Løve, sorti en 2018.

## Synopsis
Gabriel, trentenaire, fait partie des deux journalistes enlevés en Syrie. Ils passent quatre mois en captivité et sont libérés en décembre 2012. Après une série d'interrogatoires et d'examens cliniques, il retrouve sa famille, dont son père et Noamie, son ancienne petite amie. Sa mère — avec qui il a coupé les ponts — vit en Inde, pays où il a grandi. Après quelques semaines, il part pour Goa, retrouve sa maison d'enfance, et rencontre une jeune Indienne prénommée Maya.

## Fiche technique
- Réalisatrice et scénariste : Mia Hansen-Løve
- Assistants réalisateurs : 1) Tarik Afifi / 2) Céline Bailbled
- Genre : Drame, romance
- Directrice de la photographie : Hélène Louvart
- Monteuse : Marion Monnier
- Décors : Mila Préli
- Cheffe costumière : Judith de Luze
- Son : Vincent Vatoux
- Scripte : Clémentine Schaeffer
- Producteurs : Philippe Martin, David Thion
- Société de production : Les Films Pelléas, Arte France Cinéma, Razor Film Produktion
- SOFICA : Cinémage 12
- Société de distribution : Les Films du Losange
- Dates de sortie : 
  - France : 19 décembre 2018

## Distribution
- Aarshi Banerjee : Maya
- Roman Kolinka : Gabriel Dahan
- Alex Descas : Frédéric
- Judith Chemla : Noamie
- Johanna ter Steege : Johanna
- Pathy Aiyar : Monty
- Suzan Anbeh : Sigrid
- Anjali Khurana : Anjali
- Pascal Hintablian : le Ministre des Affaires étrangères
- François Loriquet : le psychologue
- Jean Rolin : M. Dahan, le père de Gabriel
- Sandrine Dumas : l'amie de Frédéric
- Nicolas Saada : l'agent de la DGSE
- Stéphane Roger : le médecin
- Adrien Urvoy : l'assistant
- Violaine Gillibert : l'amie de Jérôme

## Production
- Lieux de tournage : 
  - France : Paris
  - Jordanie : Amman
  - Inde : Goa

## Sortie

### Accueil critique
En France, le site Allociné recense une moyenne des critiques presse de 3,3/5, et des critiques spectateurs à 3,1/5.
On retrouve plusieurs avis positifs similaires avec Première : « Des émotions pures et prégnantes », Femme Actuelle : « Un film au charme fou et à la musicalité envoûtante », ou encore Le Parisien : « Un drame sensible et romantique ».
Du côté des critiques négatives, Le Journal du Dimanche est plus mitigé : « Un film en demi-teinte porté par des comédiens plutôt convaincants ».

## Distinctions
- 2018 : Festival international du film de Toronto
  - Nomination pour le People's Choice Award : Mia Hansen-Løve
- César 2019 :
  - Pré-nomination pour le César du meilleur espoir masculin : Roman Kolinka